# Баон ле Конт
Баон ле Конт (фр. Baons-le-Comte) насеље је и општина у северној Француској у региону Горња Нормандија, у департману Приморска Сена која припада префектури Руан.
По подацима из 2011. године у општини је живело 351 становника, а густина насељености је износила 65,24 становника/km². Општина се простире на површини од 5,38 km². Налази се на средњој надморској висини од 170 метара (максималној 154 m, а минималној 131 m).

## Демографија
| 1962. | 1968. | 1975. | 1982. | 1990. | 1999. | 2011. |
| ----- | ----- | ----- | ----- | ----- | ----- | ----- |
| 225   | 247   | 289   | 303   | 340   | 359   | 351   |

График промене броја становника у току последњих година